# Melvine Deba
Melvine Deba (født 12. februar 1998 i Paris) er en fransk håndboldspiller, som spiller for Chambray Touraine Handball.